# Articolo 45 della Costituzione spagnola del 1978
(Articolo 45 della Costituzione della Spagna)
L'articolo 45 della Costituzione spagnola regola la tutela dell'ambiente, concedendo il diritto a ogni persona di poterne fruire e, specularmente, l'obbligo di preservare lo stesso.

## Genesi
La previsione di tutelare l'ambiente in modo così incisivo, all'interno di una Costituzione, deriva da una maggiore sensibilità, mostrata dal legislatore a queste tematiche, a seguito della promulgazione della dichiarazione di Stoccolma del 1972, avvenuta durante la conferenza organizzata dall'ONU in materia ambientale.
Tale scelta è stata operata da altre Costituzioni promulgate in tale periodo.

## Dottrina
Secondo parte della dottrina, questo articolo pone le basi giuridiche per la tutela dello sviluppo sostenibile ponendosi come una mediazione tra i diritti di libertà economica da un lato (regolati dagli articoli 28, 33, 38, 130 e 132 della Costituzione) e di tutela culturale dall'altro (art. 44, 46 e 47 della Costituzione). Secondo tale lettura dottrinale, pertanto, tale normativa andrebbe a interpretare una nozione di progresso che non vada a discapito dei beni naturali.

## Sanzioni
Tale disposizione costituzionale obbliga il legislatore a creare un corpo normativo volto a sanzionare, penalmente o per mezzo di provvedimenti amministrativi, chiunque danneggi l'ambiente oltre che a risarcire la comunità del danno causato.